# Sydney Conservatorium of Music

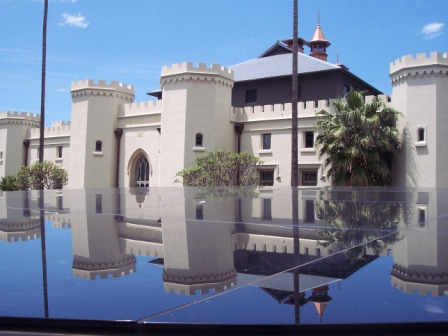
Musikkonservatorium Sydney

Das Sydney Conservatorium of Music (Musikkonservatorium Sydney, ehemaliges staatl. Musikkonservatorium in New South Wales, State Conservatorium of Music) ist eine der ältesten Musikhochschulen Australiens und zugleich eine Fakultät der Universität Sydney. Das 1915 gegründete Konservatorium befindet sich neben den Royal Botanic Gardens.

## Namhafte Dozenten
- Eugène Aynsley Goossens, Direktor des Konservatoriums
- David Porcelijn, Dozent des Konservatoriums
- Carl Vine, Dirigent